# شونسوكي واتانابي
شونسوكي واتانابي (باليابانية: 渡辺俊介) هو لاعب كرة قاعدة ياباني، ولد في 27 أغسطس 1976 في توتشيغي في اليابان.

## وصلات خارجية
- شونسوكي واتانابي على موقع دوري كرة القاعدة الرئيسي (الإنجليزية)
- شونسوكي واتانابي على موقع الدوري الياباني لكرة القاعدة (الإنجليزية)
- شونسوكي واتانابي على موقعبيزبول رفرنس.كوم (الدوري الثانوي) (الإنجليزية)
- شونسوكي واتانابي على موقع إي إس بي إن.كوم (أم.أل.بي) (الإنجليزية)
- شونسوكي واتانابي على موقع أوليمبيديا (الإنجليزية)